# Jalid Al-Dosari
Jalid Al-Dosari (11 de agosto de 1972) es un deportista saudita que compitió en taekwondo. Ganó una medalla en el Campeonato Mundial de Taekwondo de 1997, y cuatro medallas en el Campeonato Asiático de Taekwondo entre los años 1996 y 2004.

## Palmarés internacional
| Campeonato Mundial  | Campeonato Mundial           | Campeonato Mundial | Campeonato Mundial |
| Año                 | Lugar                        | Medalla            | Categoría          |
| ------------------- | ---------------------------- | ------------------ | ------------------ |
| 1997                | Hong Kong (China)            | Medalla de bronce  | +83 kg             |
| Campeonato Asiático |                              |                    |                    |
| Año                 | Lugar                        | Medalla            | Categoría          |
| 1996                | Melbourne (Australia)        | Medalla de bronce  | +83 kg             |
| 1998                | Ciudad Ho Chi Minh (Vietnam) | Medalla de plata   | +83 kg             |
| 2002                | Amán (Jordania)              | Medalla de bronce  | +84 kg             |
| 2004                | Seongnam (Corea del Sur)     | Medalla de bronce  | +84 kg             |